# Georges Lavielle
Pour les articles homonymes, voir Lavielle.

a Compétitions nationales et continentales officielles uniquement.

b Matchs officiels uniquement.
Georges Lavielle, né le 28 septembre 1906 à Orist et mort le 9 juillet 1982 à Dax, est un joueur de rugby à XIII international français et de rugby à XV, évoluant au poste de talonneur.

## Biographie
Georges Lavielle naît le 28 septembre 1906 à Orist. Il grandit par la suite à Dax ; pratiquant tout d'abord le football dans sa jeunesse, il s'essaye ensuite au rugby à XV vers l'âge de 14 ans, alors qu'il intègre l'école primaire supérieure de Dax et son équipe scolaire des Genêts. Il évolue dès sa deuxième année avec la sélection junior de Côte basque.
Pratiquant d'abord au poste d'arrière, il intègre par la suite le club de la ville, l'Union sportive dacquoise. Après une saison, il bascule sur le poste de troisième ligne avant de passer à celui de talonneur, remplaçant Georges Larrivière. À l'issue d'une rencontre rugueuse de la saison 1932-1933 disputée à Hendaye entre l'US Dax et l'Aviron bayonnais, l'ensemble des avants dacquois ainsi que le capitaine Castex sont suspendus à vie par la Fédération. Cette décision fédérale est assimilée comme une sanction sévère de la part des instances en réponse à la dissidence de 1930 du club landais vers l'Union française de rugby amateur,,,.
Plusieurs des joueurs, dont Lavielle sont requalifiées par la Fédération en début de saison 1934-1935. Néanmoins, les joueurs dacquois bannis deux ans plus tôt se réunissent à nouveau en 1935 dans leur ville d'origine pour créer un club de rugby à XIII,, ; le Dax XIII est créé au mois de février, sous l'impulsion notamment de Georges Lavielle et de son ancien coéquipier à l'USD Didier Castex. Évoluant toujours au poste de talonneur, il est rapidement sélectionné pour une rencontre entre les équipes « amateur » de France et d'Angleterre. Le 23 novembre 1935, il obtient sa première cape internationale sous le maillot de l'équipe de France, appelé par Jean Galia pour affronter le pays de Galles, au poste inhabituel de troisième ligne ; cette rencontre constitue la seule sélection officielle de sa carrière,.
Lavielle meurt le 9 juillet 1982 à Dax.

## Statistiques en équipe nationale
| Matchs internationaux de Georges Lavielle | Matchs internationaux de Georges Lavielle | Matchs internationaux de Georges Lavielle | Matchs internationaux de Georges Lavielle | Matchs internationaux de Georges Lavielle | Matchs internationaux de Georges Lavielle | Matchs internationaux de Georges Lavielle | Matchs internationaux de Georges Lavielle | Matchs internationaux de Georges Lavielle | Matchs internationaux de Georges Lavielle | Matchs internationaux de Georges Lavielle | Matchs internationaux de Georges Lavielle |
|                                           | Date                                      | Adversaire                                | Résultat                                  | Compétition                               | Poste                                     | Points                                    | Essais                                    | Pen.                                      | Drops                                     |                                           |                                           |
| ----------------------------------------- | ----------------------------------------- | ----------------------------------------- | ----------------------------------------- | ----------------------------------------- | ----------------------------------------- | ----------------------------------------- | ----------------------------------------- | ----------------------------------------- | ----------------------------------------- | ----------------------------------------- | ----------------------------------------- |
| sous les couleurs de la France            |                                           |                                           |                                           |                                           |                                           |                                           |                                           |                                           |                                           |                                           |                                           |
| 1.                                        | 23 novembre 1935                          | Pays de Galles                            | 7-41                                      | Coupe d'Europe                            | Troisième ligne                           | -                                         | -                                         | -                                         | -                                         |                                           |                                           |